# Clarias abbreviatus
Clarias abbreviatus es una especie de pez de la familia Clariidae en el orden de los Siluriformes.

## Distribución geográfica
Se encuentran en Asia: Macao.